# Cassida dolens
Cassida dolens es un coleóptero de la familia Chrysomelidae.
Fue descrita científicamente en 1999 por Borowiec.